# خرشومة
خُرْشُومَة (الاسم العلمي Proctonotus)، جنس حيوانات بحرية من الرخويات معديات الأرجل وفصيلة ظهريات الشرج.